# Miyuu Kihara
Miyuu Kihara (木原 美悠, Kihara Miyū) née le 3 août 2004 à Akashi est une pongiste japonaise.
En 2023, elle a remporté une médaille de bronze aux championnats du monde de tennis de table 2023 dans la catégorie double dames.
En 2023, elle a remporté deux médailles aux Jeux asiatiques de 2023 dans la catégorie par équipes et double femmes avec Miyu Nagasaki.